# Rolando McClain
Rolando Marquise McClain (Athens, 14 luglio 1989) è un giocatore di football americano statunitense che milita nel ruolo di linebacker nella National Football League e dal 2018 è free agent. Fu scelto nel corso del primo giro (8º assoluto) del Draft NFL 2010 dagli Oakland Raiders. Al college giocò a football all'Università dell'Alabama.

## Carriera universitaria
McClain al college giocò con gli Alabama Crimson Tide nella SEC dal 2007 al 2009 in 41 partite, di cui 37 da titolare, totalizzando 275 tackle, 8 sack, 2 fumble recuperati e 5 intercetti.
Riconoscimenti vinti
- Freshmen All-SEC  (2007)
- First-Team All-SEC (2008, 2009)
- Campione NCAA (2009)
- Difensore dell'anno della SEC (2009)
- Butkus Award (2009)
- Jack Lambert Award (2009)

## Carriera professionistica

### Oakland Raiders
McClain fu scelto dai Raiders nel corso del primo giro del Draft 2010. Il 28 luglio firmò un contratto di 5 anni per un totale di 40 milioni di dollari, di cui 23 milioni garantiti. Debuttò nella NFL il 12 settembre 2010 contro i Tennessee Titans. Il 28 novembre contro i Miami Dolphins fece registrare il primo intercetto in carriera. Nella sua stagione da rookie saltò solamente la partita del 12 dicembre contro i Jacksonville Jaguars per un problema al piede. Chiuse al 5º posto nella classifica dei rookie della lega per tackle totali.
Il 25 settembre 2011, contro i New York Jets, McClain mise a segno un primato in carriera con 12 tackle totali. L'11 dicembre contro i Green Bay Packers fece registrare la prima safety in carriera.
Il 28 ottobre 2012 contro i Kansas City Chiefs mise a segno primo sack e forzò il suo primo fumble in carriera. Il 28 novembre durante l'allenamento venne allontanato dal capo allenatore Dennis Allen a causa di un diverbio con la squadra. La sera stessa sulla pagina personale di Facebook di McClain apparì il messaggio: "Non sono più un membro degli Oakland Raiders". Il giorno seguente venne comunicato al giocatore da Allen di non presentarsi agli allenamenti. Il 30 novembre venne sospeso per 2 partite per condotta negativa. Il 10 dicembre venne reinserito in squadra ma solo come riserva negli special team. Il 16 dicembre, contro i Kansas City Chiefs, nella prima partita dopo il rientro non venne convocato.
Il 5 aprile 2013, McClain venne svincolato per liberare spazio salariale.

### Baltimore Ravens
Il 10 aprile 2013, McClain firmò un contratto con i Baltimore Ravens. Il 15 maggio 2013 il giocatore annunciò il proprio ritiro dal football professionistico all'età di soli 23 anni.

### Dallas Cowboys
Successivamente, McClain tornò sui suoi passi e il 1º giugno 2014 i suoi diritti, assieme a una scelta del settimo giro del draft 2015, furono acquistati dai Dallas Cowboys in cambio di una scelta del sesto giro del draft. Nella settimana 2 guidò la sua squadra con 7 tackle, un sack e un intercetto su Jake Locker nella vittoria in casa dei Tennessee Titans. Il giocatore divenne una colonna della difesa di Dallas, che tornò a qualificarsi per i playoff per la prima volta dal 2009. La sua stagione regolare si concluse con 81 tackle, un sack, due intercetti e un fumble forzato, saltando l'ultima partita a causa di un'influenza.
Il 2 luglio 2015, McClain fu sospeso per le prime quattro partite della stagione per essere risultato positivo ai test antidoping. Tornò in campo nel quinto turno contro i Patriots, mettendo subito a segno un sack su Tom Brady. Nella settimana 11 segnò il primo touchdown in carriera dopo avere ritornato un intercetto su Ryan Tannehill per 12 yard.

## Palmarès
- PFWA All-Rookie Team - 2010

## Statistiche
| Partite totali             | 54  |
| Partite totali da titolare | 50  |
| Tackle totali              | 327 |
| Sack                       | 7,5 |
| Intercetti                 | 3   |

Statistiche aggiornate alla stagione 2014

## Problemi legali
Il 28 gennaio 2011 McClain fu chiamato verso le 19 ora locale dalla polizia perché nella portiera del passeggero del suo SUV venne sparato un colpo da arma da fuoco. Dopo i vari accertamenti venne trovato accanto alla macchina il proiettile che non era riuscito a penetrare nella lamiera. Il caso venne chiuso per mancanza di testimoni.
Il 1º dicembre 2011 McClain venne arrestato dalla polizia di Decatur (Alabama) perché trovato in possesso di un'arma da fuoco e accusato per aver percosso e minacciato con l'arma un uomo. Nella prima sentenza il giudice gli diede 6 mesi di prigione, mentre nella successiva, dopo che fu visionato un video della scena che non ritraeva McClain commettere i fatti, l'accusatore ritirò le accuse. Nel novembre 2012 venne archiviato il caso e McClain fu completamente assolto.
Il 9 gennaio 2013 McClain venne nuovamente arrestato dalla polizia di Decatur per aver fornito false generalità a un pubblico ufficiale durante un controllo stradale. Fu liberato dopo aver pagato una multa di 1 000 dollari.

## Famiglia
È cugino del fullback Le'Ron McClain che giocò nella NFL dal 2007 al 2013.